# 迪达克·比拉
迪达克·比拉·罗塞略（1989年6月9日—），西班牙加泰罗尼亚巴塞罗那省人，足球运动员，司职左边后卫。

## 俱乐部生涯

### 西班牙人
在迪达克10岁的时候他加入了家乡球会西班牙人的青训系统，2008-09赛季他参加了正式比赛并帮助B队升入了西班牙第三级别联赛（丙级）。
之后迪达克马上被调入了一线队首次参加了西甲联赛，2010年1月30日球队主场1-0战胜毕尔巴鄂竞技的比赛中是他首次在西甲联赛中上阵。整个2009-10后半个赛季他一共上阵了11场联赛。2010-11赛季的头一个月由于伤病问题迪达克曾短暂失去了主力位置，不过之后他又马上夺回了首发。

### AC米兰
2011年1月28日意甲豪门俱乐部AC米兰官方宣布签下了这名天才左后卫，转会费大约为400万欧元。 
2011-2012赛季迪达克租借回母队西班牙人一个赛季。2012年夏天AC米兰宣布租借迪达克于巴伦西亚，后者拥有优先购买权，但因为未能通过巴伦西亚的体检，此次转会告吹。

## 荣誉
西班牙人
- 西班牙第四级别联赛（丁级）: 2008–09赛季

西班牙U20
- Mediterranean Games: 2009